# Tiago Machado

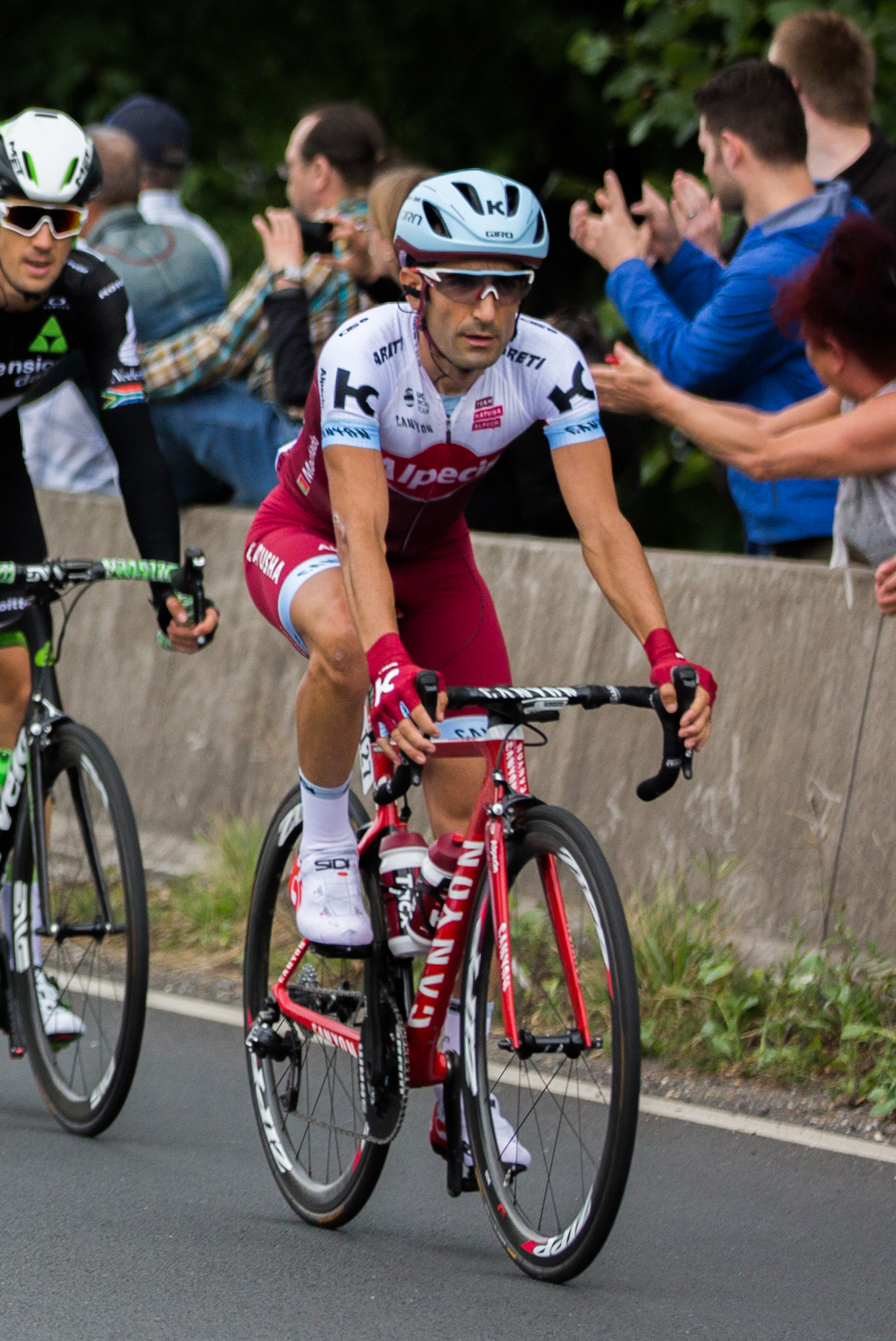
Tiago Machado bei der Tour de France 2017

Tiago José Pinto Machado (* 18. Oktober 1985 in Vila Nova de Famalicão) ist ein ehemaliger portugiesischer Radrennfahrer.

## Sportlicher Werdegang
Tiago Machado begann seine Karriere 2005 bei dem portugiesischen Radsportteam Carvalhelhos-Boavista. In seinem zweiten Jahr wurde er Erster der Gesamtwertung bei der Volta a Terras de Santa Maria. Außerdem wurde er portugiesischer Zeitfahrmeister in der U23-Klasse. Diesen Erfolg wiederholte er 2007 in der U23- und 2009 in der Eliteklasse. 
Nach vier Jahren beim Team RadioShack wechselte Machado zur Saison 2014 zum Team NetApp-Endura. Mit dem Team gelang ihm sein größter internationaler Erfolg mit dem Gesamtsieg der Slowenien-Rundfahrt. Nachdem er bei der Tour de France 2014 aussichtsreich auf dem dritten Platz in der Gesamtwertung lag, stürzte Machado während der 10. Etappe schwer. Er saß bereits im Krankenwagen, als er entschied, das Rennen wieder aufzunehmen. Obwohl er das Ziel zusammen mit seinem Teamkollegen Andreas Schillinger außerhalb der Karenzzeit erreichte, durften beide das Rennen fortsetzen.
Bereits ein Jahr später kehrte Machado auf die UCI WorldTour zurück und wurde Mitglied im Team Katusha. In den vier Jahren bei Katusha konnte er keine weiteren zählbaren Erfolge erringen und das Team nach der Saison 2018 verlassen musste. Danach fuhr Machado noch vier Jahre für verschiedene portugiesische Continental Teams, bevor er nach der Saison 2022 im Alter von 37 Jahren seine Karriere als Radrennfahrer beendete.

## Erfolge
2006
- Portugiesischer Meister – Einzelzeitfahren (U23)

2007
- Portugiesischer Meister – Einzelzeitfahren (U23)

2008
- Grande Prémio Internacional de Torres Vedras

2009
- Portugiesischer Meister – Einzelzeitfahren

2010
- eine Etappe Circuit Cycliste Sarthe

2014
- Gesamtwertung Slowenien-Rundfahrt

## Grand-Tour-Platzierungen
| Grand Tour            | 2011 | 2012 | 2013 | 2014 | 2015 | 2016 | 2017 | 2018 |
| --------------------- | ---- | ---- | ---- | ---- | ---- | ---- | ---- | ---- |
| Giro d’ItaliaGiro     | 19   | –    | 35   | –    | –    | –    | –    | –    |
| Tour de FranceTour    | –    | –    | –    | 72   | 72   | –    | 74   | –    |
| Vuelta a EspañaVuelta | 32   | 40   | –    | –    | 36   | 85   | –    | 79   |